# Резолюция 70 на Съвета за сигурност на ООН
Резолюция 70 на Съвета за сигурност на ООН е приета с мнозинство на 7 март 1949 г. Като се позовава на чл. 83, §3 от Хартата на Обединените нации, който гласи:
| „ | чл.83... (3) Съветът за сигурност, при спазване на споразуменията за попечителство и без да се накърняват изискванията за сигурност, се ползва от помощта на Съвета за попечителство при изпълнението на онези функции на Организацията на Обединените нации в системата за попечителство, които се отнасят до политическите, икономическите, социалните и образователните въпроси в стратегическите райони. | “ |

 Резолюция 70 постановява Съветът за попечителство да изпълнява от името на Съвета за сигурност и в съответствие със собствените си процедури функциите, посочени в чл. 87 и чл. 88 от Хартата на Обединените нации, които се отнасят до политическия, икономическия, социалния и образователния напредък на населението на стратегическите райони, при това спазвайки постановленията на споразуменията за попечителство или онези части от тях, отнасящи се до стратегическите райони, и спазвайки решенията, които Съветът за сигурност взима от време на време и които касаят съображенията за сигурност. Освен това Резолюцията 70 изисква от Съвета за попечителство да представя пред Съвета за сигурност в срок от един месец преди представянето ѝ пред администриращите власти копие на анкетата, съставена според изискванията на чл 88, както и всички изменения на тази анкета, които Съветът за попечителство може да прави от време на време. Резолюцията изисква от генералния секретар да представя пред Съвета за сигурност всички доклади и петиции, изхождащи от поставени под опека стратегически райони или отнасящи се до тях, и да препраща до Съвета за попечителство във възможно най-кратки срокове копие от тези доклади или петиции за разглеждане и представяне на доклад пред Съвета за сигурност. Резолюцията предлага на Съвета за попечителство да представя пред Съвета за сигурност свои доклади и предложения, касаещи политическия, икономическия, социалния и образователния напредък на стратегическите райони, поставени под попечителство.
Резолюция 70 е приета с мнозинство от 8 гласа, като трима от членовете на Съвета за сигурност – Египет, Украинската ССР и Съветският съюз – гласуват въздържали се..